# Estrella variable W Ursae Majoris

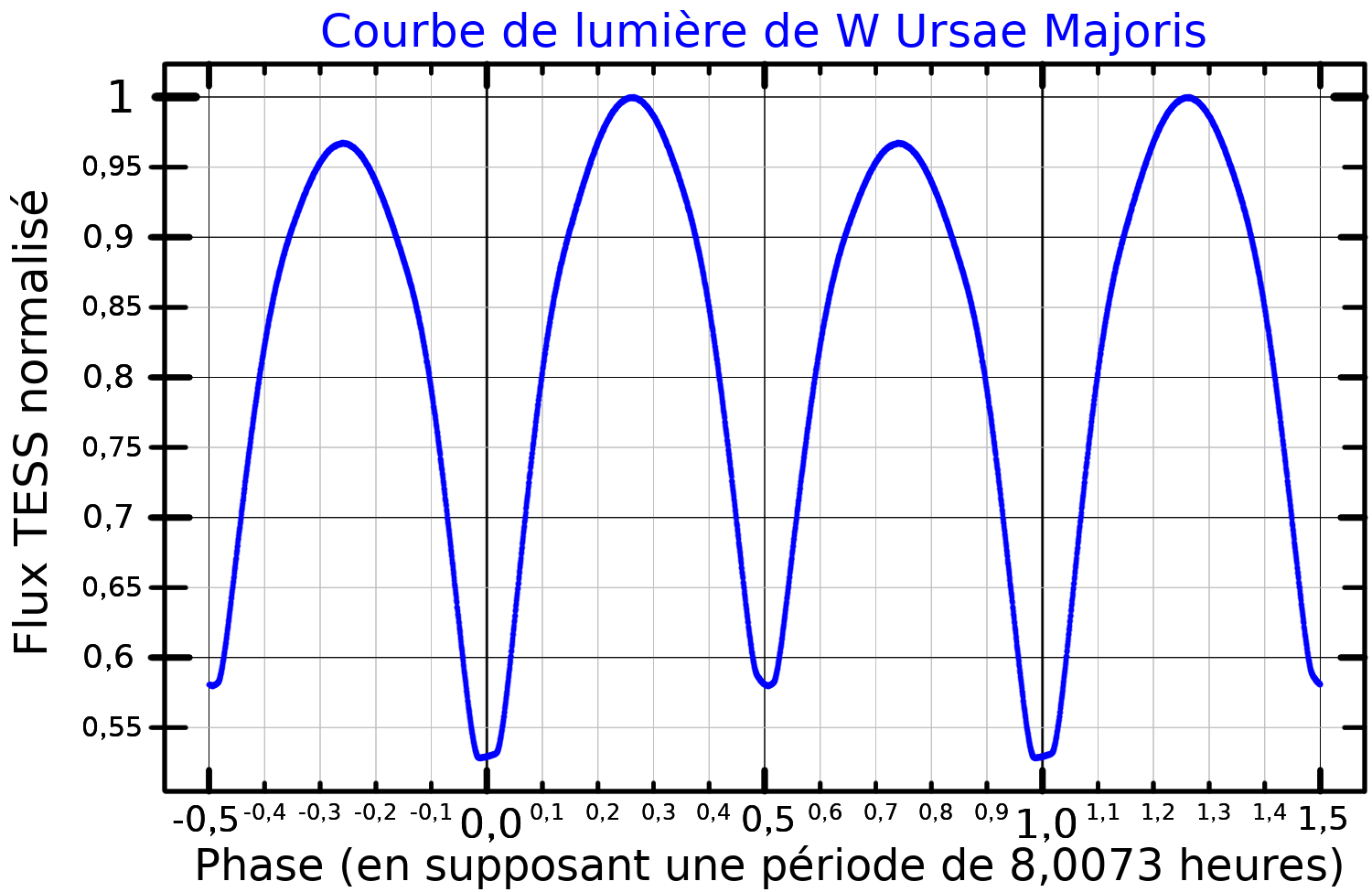
Curva de luz de W Ursae Majoris

Una estrella variable W Ursae Majoris es una estrella binaria eclipsante con un período muy corto comprendido entre unas horas y un día. En este tipo de variables las componentes forman una binaria de contacto, compartiendo el material de las capas exteriores. A través del cuello que une ambas estrellas existe transferencia de masa y calor entre las dos componentes, que tiende a igualar las temperaturas de ambas. La fuerza gravitatoria distorsiona las estrellas, que no tienen forma esférica sino de "gota". Los mínimos primario y secundario son prácticamente iguales y existe una continua variación del brillo a lo largo de la órbita sin que esté claramente definido el comienzo y el final del eclipse. El prototipo de este grupo de variables es la estrella W Ursae Majoris, a quien deben su nombre.
Inicialmente las variables W Ursae Majoris se dividieron en dos subclases (Tipo-A y Tipo-W), una tercera subclase fue añadida en 1978 (Tipo-B), y una cuarta en 2004 (Tipo-H):
- Tipo-A. Las dos estrellas son más calientes que el Sol —tipos espectrales A o F— con períodos comprendidos entre 0,4 y 0,8 días. Un ejemplo es la estrella ε Coronae Australis.
- Tipo-W. Las estrellas son más frías que en el grupo anterior —tipos espectrales G o K— y sus períodos más cortos, entre 0,22 y 0,4 días. La diferencia entre las temperaturas efectivas de las componentes es menor de varios cientos K. Un ejemplo es W Ursae Majoris.
- Tipo-B. La diferencia entre las temperaturas superficiales de las dos estrellas es mayor de 1000 K.
- Tipo-H. Relación entre las masas de las dos estrellas q > 0,72, siendo q = (masa de la estrella secundaria)/(masa de la estrella primaria). Poseen un momento angular adicional. Un ejemplo es SV Centauri.

## Principales variables W Ursae Majoris
| Nombre              | Magnitud aparente | Período (días) | Tipo espectral |
| ------------------- | ----------------- | -------------- | -------------- |
| γ Doradus           | 4,23 - 4,27       | ?              | F0V-F5V        |
| ε Coronae Australis | 4,74 - 5          | 0,5914         | F2V            |
| AA Ceti             | 6,2 - 6,7         | 0,5361         | F2             |
| S Antliae           | 6,4 - 6,92        | 0,6483         | A9Vn           |
| AW Ursae Majoris    | 6,83 - 7,13       | 0,4387         | F0-F2          |
| EM Cephei           | 7,02 - 7,17       | 0,8062         | B1Ve           |
| HT Virginis         | 7,06 - 7,48       | 0,4077         | F8V            |

Fuente: Variables of W Ursae Maioris type  (Alcyone)